# Wapen van Hellevoetsluis

Het wapen van Hellevoetsluis (1961-2023)

Het wapen van de voormalige gemeente Hellevoetsluis bestaat uit de voormalige wapens van Hellevoetsluis, Nieuw-Helvoet en Nieuwenhoorn. Het is op 11 september 1961 bij Koninklijk Besluit aan de nieuwe gemeente Hellevoetsluis toegekend naar aanleiding van een gemeentelijke herindeling in 1960, waarbij Nieuw-Helvoet en een deel van Nieuwenhoorn bij de gemeente Hellevoetsluis werden gevoegd. Het verving het wapen uit 1816. Per 1 januari 2023 is Hellevoetsluis samen met Westvoorne en Brielle opgegaan in de nieuw opgerichte gemeente Voorne aan Zee, waarmee het gebruik als gemeentewapen is beëindigd.

## Blazoen

### Wapen van 1816

Het wapen van Hellevoetsluis (1816 - 1961)

Het blazoen van het wapen dat op 24 juli 1816 is toegekend, luidt 
Van lazuur beladen met een driemastschip van goud, varende op een zee van zilver en chef van keel beladen met een Agnus Dei van zilver

### Wapen van 1961
Het blazoen van het huidige wapen luidt 
Gedeeld : I in azuur een driemaststchip van goud, varende op een zee van zilver; het schildhoofd van keel beladen met een Agnus Dei van zilver, II Doorsneden : a in sinopel een linker (ridder)spoor van goud, gegespt van zilver en geriemd van natuurlijke kleur; b in keel een hoorn van zilver, gesierd en geband van goud. Het schild gedekt door een gouden kroon van 3 bladeren en 2 parels.
N.B.:
- De heraldische kleuren in het schild zijn azuur (blauw), zilver (wit), sinopel (groen) en goud (geel).
- In de heraldiek zijn links en rechts gezien vanuit de persoon die achter het schild staat; voor de toeschouwer zijn deze dus verwisseld.

## Betekenis
De Agnus Dei en het zee kunnen als symbolen voor de hemel (Agnus Dei), en de Hel worden gezien,  waar tussendoor het schip en haar bemanning moet varen. Het ridderspoor in goud met de punten naar beneden gericht is het wapen van Nieuw-Helvoet, de zilveren jachthoorn met gouden ringen eromheen getrokken is het wapen van Nieuwenhoorn. De polder Oude- en Nieuwe Struiten had waarschijnlijk een ooievaar of een struisvogel als wapen.

## Verwante wapens

Het wapen van Nieuw-Helvoet
Het wapen van Nieuwenhoorn